# Science & Faith
Science & Faith är det andra studioalbumet av det irländska bandet The Script. Albumet släpptes den 10 september 2010 i Irland. Albumet kom som bäst på plats 52 på Sverigetopplistan.

## Låtlista
| Nr           | Titel                  | Låtskrivare                                                                             | Längd |
| ------------ | ---------------------- | --------------------------------------------------------------------------------------- | ----- |
| 1.           | You Won't Feel a Thing | Danny O'Donoghue, Mark Sheehan, Steve Kipner, Andrew Frampton, Glen Power, Ben Sargeant | 4:33  |
| 2.           | For the First Time     | O'Donoghue, Sheehan                                                                     | 4:12  |
| 3.           | Nothing                | O'Donoghue, Sheehan, Kipner, Frampton                                                   | 4:32  |
| 4.           | Science & Faith        | O'Donoghue, Sheehan                                                                     | 4:20  |
| 5.           | If You Ever Come Back  | O'Donoghue, Sheehan, Kipner, Frampton                                                   | 4:02  |
| 6.           | Long Gone and Moved On | O'Donoghue, Sheehan, Power                                                              | 4:17  |
| 7.           | Dead Man Walking       | O'Donoghue, Sheehan                                                                     | 3:54  |
| 8.           | This = Love            | O'Donoghue, Sheehan, Power, Sargeant                                                    | 4:21  |
| 9.           | Walk Away              | O'Donoghue, Sheehan, Power, Sargeant                                                    | 3:36  |
| 10.          | Exit Wounds            | O'Donoghue, Sheehan, Kipner, Frampton                                                   | 4:25  |
| Total längd: | Total längd:           | Total längd:                                                                            | 42:07 |

| 11. | Bullet from a Gun       | O'Donoghue, Sheehan, Power                                  | 3:21 |
| 12. | Walk Away (feat. B.o.B) | O'Donoghue, Sheehan, Power, Sargeant, Bobby Ray Simmons Jr. | 3:36 |

| 11. | Bullet from a Gun                             | O'Donoghue, Sheehan, Power | 3:21 |
| 12. | Science & Faith (Live från Birmingham N.E.C.) | O'Donoghue, Sheehan        | 5:11 |

| 1. | For The First Time (Musikvideo)                | 4:41  |
| 2. | For The First Time (Director's Cut musikvideo) | 5:12  |
| 3. | For The First Time (Live)                      | 5:18  |
| 4. | For The First Time (Making of the Video)       | 3:00  |
| 5. | Nothing (Musikvideo)                           | 4:32  |
| 6. | Nothing (Making of the Video)                  | 3:00  |
| 7. | Arthur's Day (Live från Dublin)                | 11:22 |